# Trygve Slagsvold Vedum

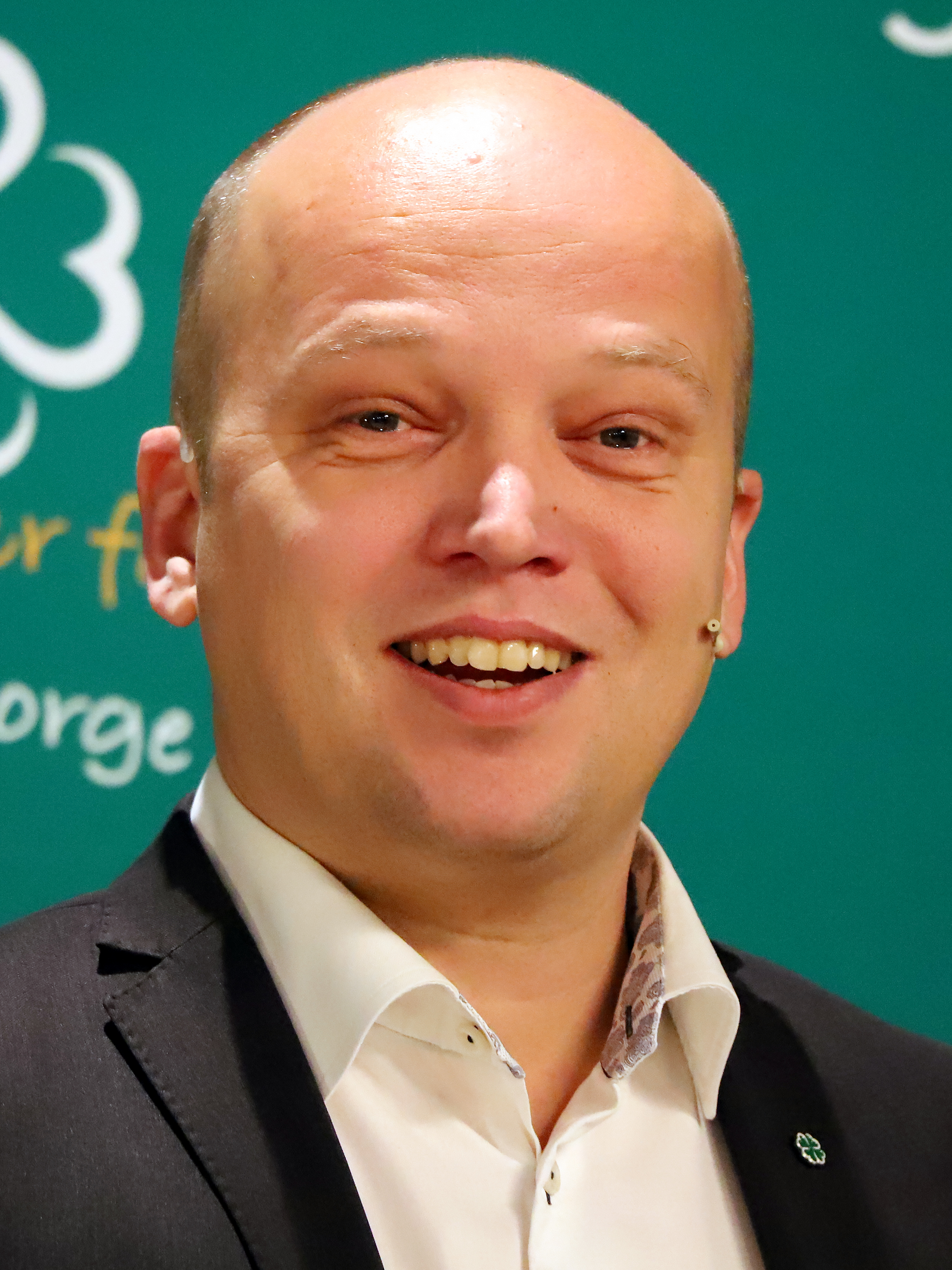
Trygve Slagsvold Vedum, 2019

Trygve Slagsvold Vedum (* 1. Dezember 1978 in Hamar, Hedmark) ist ein norwegischer Politiker der Senterpartiet (Sp), deren Vorsitzender er seit 2014 ist. Vom 18. Juni 2012 bis zum 16. Oktober 2013 war er Minister für Landwirtschaft und Ernährung in der Regierung Stoltenberg II. Von Oktober 2021 bis Februar 2025 war er der Finanzminister seines Landes.

## Leben

### Studium und Beginn der politischen Laufbahn
Vedum, Sohn eines Universitätslektors und einer Lehrerin, besuchte nach der Breidablik-Grundschule und der Jugendschule in Romedal von 1994 bis 1995 einen Grundkurs im Fach Naturkunde an der Landwirtschaftsschule in Jønsberg sowie im Anschluss Studiengänge im Fach Naturverwaltung an den Landwirtschaftsschulen in Råde und Jønsberg. Danach absolvierte er zwischen 1997 und 1998 ein Studium der Wissenschaften an der Hochschule Hedmark. Im Anschluss studierte Vedum Soziologie und Staatswissenschaften an der Universität Oslo und schloss dieses Studium 2002 mit einem Bachelor ab.
Bereits während des Schulbesuchs engagierte er sich seit 1993 in Senterungdommen, dem  Jugendverband der Senterpartiet, sowie in der Senterpartiet und war unter anderem von 1996 bis 1998 Vorstandsmitglied der Sp in Stange und dann bis 2000 in Hedmark. Daneben war er zwischen 1993 und 1999 Jugendleiter der Norwegischen Kirche.
1999 wurde er zum Mitglied des Provinzrates (Fylkesting) des Fylke Hedmark gewählt und gehörte diesem bis 2005 an. Während dieser Zeit war er von 2000 bis 2004 Mitglied des Landesvorstandes sowie von 2002 bis 2004 des Zentralvorstandes der Senterpartiet und zugleich zwischen 2002 und 2004 Vorsitzender der Parteijugend Senterungdommen. Vedum engagierte sich auch in zahlreichen weiteren politischen und gesellschaftlichen Organisationen und war unter anderem von 2002 bis 2004 Vorsitzender der Aktionswoche gegen Drogensucht (Aksjonsuka mot narkotika) sowie Vorstandsmitglied der Organisationen Nein zu Atomwaffen (Nei til atomvåpen) und Nein zur EU (Nei til EU) von 2005 bis 2007.

### Abgeordneter, Fraktionsvorsitzender und stellvertretender Parteivorsitzender
2005 wurde er erstmals als Kandidat der Senterpartiet zum Abgeordneten in das Storting gewählt und vertritt dort seither den Wahlkreis Hedmark. Während seiner Parlamentszugehörigkeit war er bisher Mitglied der Storting-Ausschüsse für Gesundheit und Pflege (Helse- og omsorgskomité), Wahlen (Valgkomité), Kommunales und Verwaltung (Kommunal- og forvaltningskomité) sowie für Auswärtiges und Verteidigung (Utenriks- og forsvarskomité) und ist während der Legislaturperiode von 2009 bis 2013 auch Mitglied der Delegation für die Beziehungen zum Europäischen Parlament.
Vom 1. Oktober 2008 und 30. September 2009 war er zweiter Vizepräsident des Odelstings, der inzwischen aufgelösten Ersten Kammer des Stortings. Nachdem er von Juni 2008 bis September 2009 stellvertretender Vorsitzender war, wurde er am 1. Oktober 2009 als Nachfolger von Magnhild Meltveit Kleppa Vorsitzender der Sp-Fraktion im Storting.
2009 wurde er zweiter Vizevorsitzender der Senterpartiet; 2013 wurde er zum stellvertretenden Fraktionschef der Sp gewählt. Schließlich trat er am 7. April 2014 die Nachfolge der Parteivorsitzenden Liv Signe Navarsete an.

### Finanzminister
Am 14. Oktober 2021 wurde er zum Finanzminister in der Regierung Støre ernannt. Am 30. Januar 2025 kündigte er in seiner Funktion als Parteivorsitzender gemeinsam mit Marit Arnstad, der Fraktionsvorsitzenden der Senterpartiet im Storting, den Austritt der Senterpartiet aus der Regierung Støre an. Dem Austritt waren Differenzen bei der Umsetzung von EU-Richtlinien vorangegangen. Er amtierte bis zum 4. Februar 2025, als ihm Jens Stoltenberg im Amt des Finanzministers nachfolgte.
Nachdem er als Mitglied der Regierung sein Mandat im Storting ruhen lassen musste und von seinem Parteikollegen Per Martin Sandtrøen vertreten worden war, kehrte er im Februar 2025 ins Storting zurück. Vedum wurde nach seiner Rückkehr ins Parlament Mitglied im Außen- und Verteidigungsausschuss.

## Privates
Im März 2023 berichtete er in einer Rede auf einem Senterpartiet-Parteitag, dass bei ihm im Jahr 2020 Multiple Sklerose diagnostiziert worden sei.